# MkLinux
MkLinux（エムケーリナックス）は、Linuxディストリビューションの一つである。AppleのPowerPC搭載Macintoshで動作する。マイクロカーネルであるMach 3.0を使用している。
LinuxをPowerPCプラットフォームに移植するためにAppleとOSF Research Instituteが共同で開発を始められ、1996年に最初のバージョンがリリースされた。その後1998年の夏ごろに開発の母体が有志によるコミュニティへと移動した。
2002年8月5日にMkLinux Pre-R2のリリースが発表されて以来、新しいバージョンは発表されていない。事実上開発は終了している。

## アップデータ
2007年3月12日にBIND 9に関する小さなアップデートが実施された。